# Verpete
Verpete so naselje v Občini Vojnik.

## Prebivalstvo
Etnična sestava 1991:
- Slovenci: 151 (92,1 %)
- Črnogorci: 1
- Neznano: 11 (6,7 %)
- Neopredeljeni: 1